# NGC 4925
NGC 4925 (również PGC 44967) – galaktyka soczewkowata (S0), znajdująca się w gwiazdozbiorze Panny. Odkrył ją William Herschel 23 marca 1789 roku.